# Facundo Pastor
Facundo Pastor (Buenos Aires, 29 de mayo de 1979) es un periodista, presentador y escritor argentino.

## Biografía
Comenzó su carrera redactando crónicas deportivas y luego se desempeñó como cronista de radio y TV. Se especializó en investigaciones judiciales y policiales para el noticiero de América 2. Su programa Documentos América recibió un Martín Fierro y el prestigioso New York Festival. Desde 2007 conduce Foja Cero, en La Red (AM 910) todos los sábados a la mañana. Además, es editor general de la revista 1986, dedicada a los fanáticos de River Plate. En 2015 publicó su primer libro de investigación: Nisman. ¿Crimen o suicidio? ¿Héroe o espía?, una rigurosa investigación periodística que puso al alcance de la opinión pública datos certeros sobre una de las muertes políticas más significativas de la Argentina. En 2018 escribió su segundo libro, El gran arrepentido, sobre el FIFAGate. Ese mismo año obtuvo el Martín Fierro por su labor periodística en televisión. Actualmente conduce el noticiero de la señal A24 y un envío radial cada tarde en La Red. También trabaja en la producción de proyectos documentales para distintas plataformas. Su libro Emboscada. La historia oculta de la desaparición de Rodolfo Walsh y el misterio de sus cuentos inéditos (Aguilar, 2022) fue finalista de la Semana Negra de Gijón en su edición de 2023.
Comenzó su carrera redactando crónicas deportivas, para luego desempeñarse como productor y cronista de radio y televisión. 
En 2007 encabezó la investigación sobre el narcotráfico "1-11-14, la favela argentina", que resultó finalista en el prestigioso New York Festival.
Es autor de los libros de investigación periodística Nisman, ¿crimen o suicidio? ¿héroe o espía? y El gran arrepentido de la mafia del fútbol, y de la novela de no ficción Emboscada, sobre el destino final de las obras inéditas de Rodolfo Walsh tras su desaparición.

## Trayectoria

### Televisión
América TV
- Informe central
- Código penal
- América Noticias
- Documentos América
- Desayuno americano
- Pamela a la tarde

América 24
- El diario de la tarde
- 4 Días[5]
- Equipo de noticias A24
- El noticiero A24

### Radio
RadioShow FM 100.7
- La tarde de Radio Show
- El Exprimidor
- Mentiras verdaderas
- Chocolate por la noticia
- Hora 13

Radio Del Plata
- Minuto a minuto
- Chocolate por la noticia
- La mañana de Mónica y César

Radio Uno
- El Exprimidor

Radio Latina
- El Exprimidor

Radio La Red
- Foja Cero
- Enredados
- Pastor 910

Rock and Pop
- Jaque Mate

### Prensa escrita
- Revista La Primera
- Revista Hombre

## Premios y nominaciones
- Premio Martín Fierro 2006: Mejor labor periodística (nominado)
- Premio TEA 2005: Mejor labor periodística (Ganador)[cita requerida]
- Premio Martín Fierro de cable 2012: Mejor labor periodística masculina[6] (Ganador)
- Premio Martín Fierro 2017: Mejor labor periodística masculina (Ganador)[7]